# Suffren-Klasse (2020)
Die Suffren-Klasse, auch als Barracuda-Klasse bezeichnet, ist eine Klasse von im Zulauf befindlichen nukleargetriebenen Jagd-U-Booten der französischen Marine.

## Barracuda-Programm
1998 setzte das französische Verteidigungsministerium eine Kommission mit Mitgliedern des Direction générale de l’armement, von der Direction des Constructions Navales, des Commissariat à l’énergie atomique und Technicatome ein, die eine neue Jagd-U-Boot-Klasse entwerfen sollte. 2002 wurde die Machbarkeitsstudie fertiggestellt und mit dem Entwurf begonnen.
Ende 2006 wurde ein Vertrag mit der DCN abgeschlossen, der sich auf 1 bis 1,4 Mrd. Euro beläuft, durch das Ziehen aller Optionen für sechs Boote aber auf 7,9 Mrd. Euro ansteigen kann. Nach knapp 14 Jahren und Abschluss des Testprogramms des Herstellers wurde die Suffren im November 2020 an den Auftraggeber übergeben.
Ab 2021 sollen die Boote in Dienst gehen und bis 2029/30 die Jagd-U-Boote der Rubis-Klasse ersetzen.

## Technik

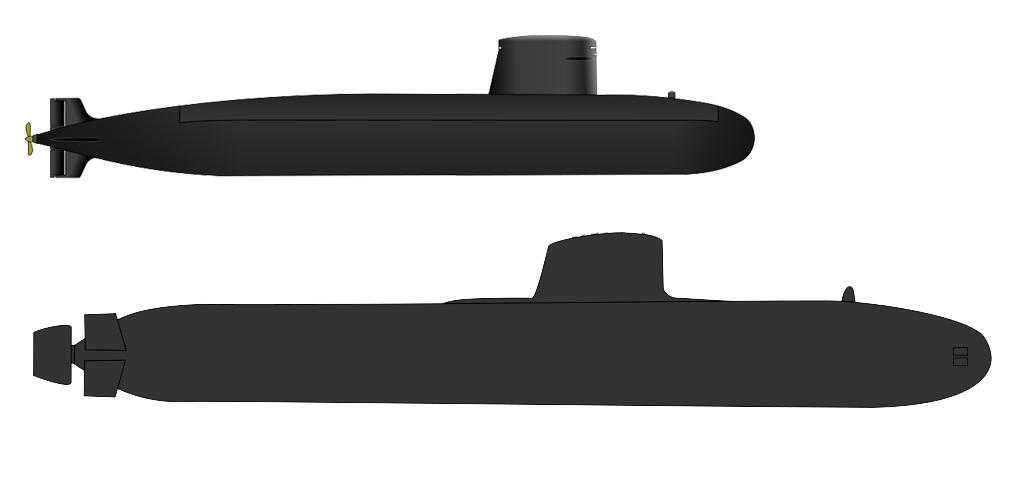
Größenvergleich der französischen Angriffs-U-Boote der Suffren-Klasse (unten) und Rubis (oben)

Die Boote der Suffren-Klasse sind 99,5 Meter lang und verdrängen knapp 5000 Tonnen; damit sind sie doppelt so groß wie ihre Vorgänger der Rubis-Klasse. Die Tauchtiefe soll mehr als 300 Meter betragen.
Die Boote haben einen Druckwasserreaktor K15 mit einer Leistung von 150 MW, der zwei Turbosätze mit je 10 MW antreibt, die zwei Elektromotoren speisen. Als Notaggregate sind zwei MAN-Dieselgeneratoren mit je 480 kW (653 PS) Leistung verbaut. Für eine größere Höchstgeschwindigkeit kann unter Inkaufnahme einer höheren Geräuschentwicklung der Propeller direkt von einer Turbine angetrieben werden.
Das Boot hat einen Düsenringpropeller, mit dem es eine Höchstgeschwindigkeit von mehr als 25 Knoten erreichen soll.
Jedes Boot wird vier 533-mm-Torpedorohre haben. Die Bewaffnung wird aus einer Mischung von rund 20 Torpedos, Seezielflugkörpern und MdCN-Marschflugkörpern bestehen. Jede Suffren kann bis zu zehn Kampfschwimmer mitführen, die vor feindlichen Küsten für Spezialoperationen ausgesetzt werden können.

## Einheiten
Die ersten vier Boote sowie Boot 6 wurden nach französischer Admirälen bzw. Marineoffizieren des Ancien Régime benannt, während Boot 5 den Namen der vorhergehenden Rubis-Klasse übernahmen.
| Kennung | Name          | Brennstart        | Stapellauf     | Indienststellung |
| ------- | ------------- | ----------------- | -------------- | ---------------- |
| S635    | Suffren       | 19. Dezember 2007 | 1. August 2019 | 3. Juni 2022     |
| S636    | Duguay-Trouin | 26. Juni 2009     | September 2022 | 4. April 2024    |
| S637    | Tourville     | 28. Juni 2011     | 20. Juli 2023  | 4. Juli 2025     |
| S638    | De Grasse     | 2015              | 27. Mai 2025   | 2027 (geplant)   |
| S639    | Rubis         | 2019              |                | 2029 (geplant)   |
| S640    | Casabianca    | 2020              |                | 2030 (geplant)   |

## Varianten
Für Australien sollte eine dieselelektrische Version des U-Boots unter dem Projektnamen Short Fin Barracuda entwickelt werden. Australien entschied sich jedoch 2021 für eine künftige Eigenentwicklung in Kooperation mit den USA und Großbritannien und kündigte den Vertrag.
Erfolgreich war das modifizierte Design Blacksword Barracuda beim Ersatz der niederländischen Walrus-Klasse, vier Boote der Orka-Klasse (Orka, Zwaardvis, Barrakuda, Tijgerhaai) sollen zwischen 2033 und 2037 ausgeliefert werden. Der Vertrag wurde 2024 unterschrieben.